# Meigenia convicta
Meigenia convicta är en tvåvingeart som först beskrevs av Robineau-desvoidy 1863.  Meigenia convicta ingår i släktet Meigenia och familjen parasitflugor.
Artens utbredningsområde är Frankrike. Inga underarter finns listade i Catalogue of Life.